# Sechiopsis laciniatus
Sechiopsis laciniatus är en gurkväxtart som först beskrevs av T. S. Brandegee, och fick sitt nu gällande namn av D.M. Kearns. Sechiopsis laciniatus ingår i släktet Sechiopsis och familjen gurkväxter. Inga underarter finns listade i Catalogue of Life.